# زیموژن
زیموژن (‎/ˈzaɪmədʒən, -moʊ-/‎  ) که با نام پروآنزیم (‎/ˌproʊˈɛnzaɪm/‎  ) نیز شناخته می‌شود، یک پیش ساز غیرفعال یک آنزیم است. یک زیموژن برای تبدیل شدن به یک آنزیم فعال، نیاز به یک تغییر بیوشیمیایی دارد (مانند واکنش هیدرولیز که محل فعال را آشکار می‌کند یا پیکربندی را برای آشکار کردن محل فعال تغییر می‌دهد). تغییر بیوشیمیایی معمولاً در اجسام گلژی رخ می‌دهد، جایی که قسمت خاصی از آنزیم پیش ساز شکسته می‌شود تا فعال شود. قطعه غیرفعال که جدا شده‌است می‌تواند یک واحد پپتیدی باشد، یا می‌تواند به‌طور مستقل دامنه‌های تاشو شامل بیش از ۱۰۰ اسید آمینه باقی مانده باشد. اگرچه آنها توانایی آنزیم را محدود می‌کنند، اما این پسوندهای انتهایی N آنزیم یا یک «پروتزامنت» اغلب به تثبیت و جمع تاشدگی آنزیمی که مهار می‌کنند کمک می‌کنند.

## مثال‌ها
نمونه‌هایی از زیموژن‌ها:
- آنژیوتانسینوژن
- تریپسینوژن
- کیموتریپسینوژن
- پپسینوژن
- اکثر پروتئین‌ها در سیستم انعقادی (مثالها، پروترومبین یا پلاسمینوژن)
- برخی از پروتئین‌های سیستم مکمل
- پروکاسپازها
- پاسیفاستین
- پرولاستاز
- پرولیپاز
- پروکاربوکسیپلیپپتیدازها